# Ryta Górka (Wesoła)
Ryta Górka – przysiółek wsi Wesoła w Polsce, położony w województwie podkarpackim, w powiecie brzozowskim, w gminie Nozdrzec.
W latach 1975–1998 przysiółek administracyjnie należał do województwa krośnieńskiego.
Przysiółek należy do parafii pw. Matki Boskiej Królowej Nieba i Ziemi w Ujazdach należącej do dekanatu Błażowa. Od roku 1971 działa jednostka Ochotniczej Straży Pożarnej, która od 1979 posiada własną remizę.